# Woroniwci (obwód chmielnicki)
Woroniwci (ukr. Воронівці) – wieś na Ukrainie, w obwodzie chmielnickim, w rejonie chmielnickim, w hromadzie Teofipol. W 2024 liczyła 360 mieszkańców, spośród których 360 wskazało jako ojczysty język ukraiński.